# Lumidee
Lumidee Cedeño, nota semplicemente come Lumidee (New York, 13 ottobre 1984), è una cantante e rapper statunitense, di origini portoricane.

## Biografia
Lumidee ha cominciato a cantare e rappare all'età di dodici anni. Dopo aver terminato la scuola, ha collaborato con il produttore Dj Bob Levi per registrare il suo singolo di debutto,Never Leave You (Uh Oooh, Uh Oooh), sotto un'etichetta indipendente, la Straight Face. Il successo del primo singolo fu internazionale e la pubblicazione raggiunse la vetta di molte classifiche mondiali. Dopo questo successo firma un contratto con la Universal Records, sotto la quale realizza il suo album di debutto, Almost Famous, il 23 giugno 2003. Secondo la Nielsen SoundScan, l'album è riuscito a vendere 276 000 copie negli Stati Uniti.
Nel 2006 partecipa alla compilation musicale dedicata ai Mondiali di calcio 2006, 2006 FIFA World Cup Album Soundtrack, con la canzone Dance!, contenente un campionamento della famosissima canzone di Whitney Houston I Wanna Dance With Somebody.
Nei primi mesi del 2007 pubblica il mixtape Im Up : the mixtape, che contiene una canzone in collaborazione con Gwen Stefani, How Sick Is This.
Il suo secondo album, Unexpected, è stato pubblicato dalla TVT Records negli Stati Uniti nell'aprile 2007, senza però ottenere un buon successo.

### Esperienze con il reggaeton
Nel 2005, Lumidee ha partecipato alla canzone Sientelo dell'artista reggaeton portoricano Speedy, nella quale si esibiva in parti rappate in lingua inglese, andando in controtendenza rispetto ai canoni del genere, che vede padrona la lingua spagnola. In seguito ha partecipato anche al brano reggaeton Mas Maiz"

## Discografia

### Album
| Album |
| --- |
| Almost Famous - Pubblicato il: 2003 - Vendite Stati Uniti: 276,000+ - Vendite mondiali: 800,000+ - Classifiche: numero 22 (United States), numero 70 (United Kingdom) - Singoli: - "Never Leave You (Uh Oooh, Uh Oooh)" - "Crashin' A Party" (featuring N.O.R.E.)              |
| Unexpected - Pubblicato nel: 2007 - Vendite Stati Uniti: 100,000+ - Vendite mondiali: 200,000+ - Classifiche: numero 44 (United States) - Singoli: - "She's Like The Wind" (featuring Tony Sunshine) - "Crazy" (featuring Pitbull) - "Feel Like Makin Love" (featuring Shaggy) |

### Singoli
| Anno | Titolo                                                                   | Classifiche | Classifiche | Classifiche | Classifiche | Classifiche | Classifiche | Classifiche | Album                          |
| Anno | Titolo                                                                   | U.S.        | U.S. R&B    | UK          | NET         | BEL         | IRE         | WW          | Album                          |
| ---- | ------------------------------------------------------------------------ | ----------- | ----------- | ----------- | ----------- | ----------- | ----------- | ----------- | ------------------------------ |
| 2003 | "Never Leave You (Uh Oooh, Uh Oooh)" (featuring Busta Rhymes & Fabolous) | 3           | 9           | 2           | 1           | 1           | 17          | 3           | Almost Famous                  |
| 2003 | "Crashin' a Party" (featuring N.O.R.E.)                                  | —           | —           | 55          | —           | —           | —           | —           | Almost Famous                  |
| 2005 | "Sientelo" (featuring Speedy)                                            | —           | —           | —           | 2           | 1           | —           | 9           | Grimey Streets                 |
| 2006 | "Dance!" (featuring Fatman Scoop)                                        | —           | —           | —           | 42          | 35          | —           | 16          | FIFA World Cup 2006 Soundtrack |
| 2007 | "She's Like the Wind" (featuring Tony Sunshine)                          | 43          | 75          | —           | 41          | 11          | —           | 31          | Unexpected                     |
| 2007 | "Crazy" (featuring Pitbull)                                              | —           | —           | 74          | 5           | 35          | —           | —           | Unexpected                     |
| 2007 | "Feel Like Makin' Love"                                                  | —           | —           | —           | —           | —           | —           | —           | Unexpected                     |

## Collaborazioni
- 2004 - Die besten Tage sind gezählt (Kool Savas feat. Lumidee)
- 2006 - Sientelo (Speedy feat. Lumidee)
- 2006 - Mas Maiz (N.O.R.E. feat. Lil Rob, La Negra, Chingo Bling, Pitbull, Lumidee, Nina Sky, Big Mato)
- 2007 - Fantasma (Remix) (Zion feat. Lumidee)
- 2007 - Frikitona (Logy & Dipset Remix) (Plan B feat. J. R. Writer, Lumidee)
- 2007 - When I See You (Remix) (Fantasia feat. Lumidee)